# Jasmine Thomas

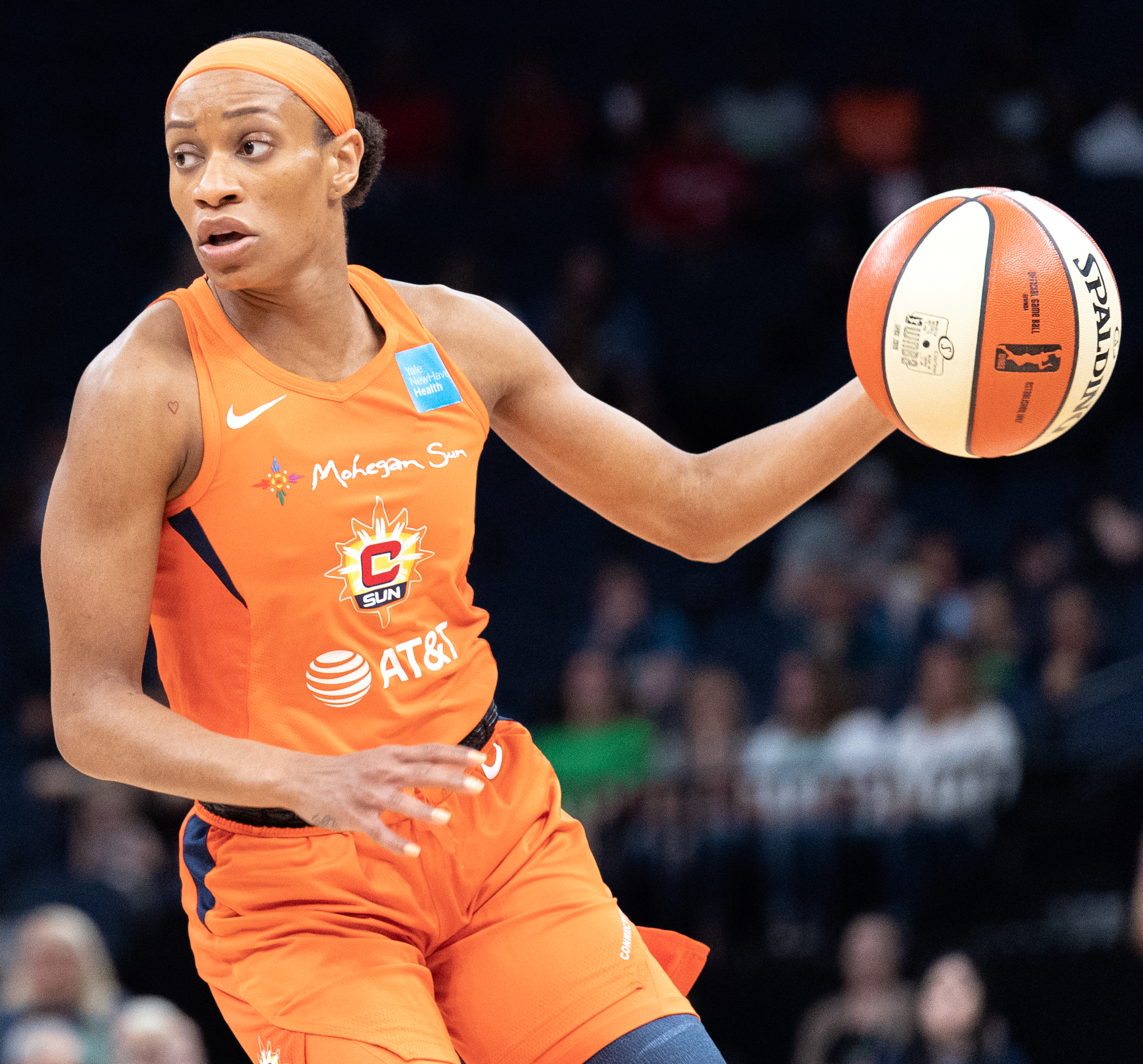
Imagem da jogadora norte-americanade basquete Jasmine Thomas.

Jasmine Thomas (nascida em 30 de setembro de 1989) é uma jogadora norte-americana de basquete. Joga atualmente no Connecticut Sun, equipe da WNBA. Ela entrou na liga através do draft de 2011.